# Дельвуа, Вим
Вим Дельвуа (Wim Delvoye, род. 1965, Вервик, Бельгия) является нео-концептуальным художником. С 1985 года он рисует на современные, повседневные темы. Он отличается от других художников благодаря интересу к банальному, повседневному и китчу. Он соединяет элементы из разных контекстов, из за чего отдельные объекты теряют знакомый характер, например раскрашенные ковры, баллоны бутана и круглые пилы с дельфскими мотивами, витражи рентгеновских снимков, футбольные ворота из китчевых витражей, готические бетономешалки, лопаты и гладильные доски с геральдическими мотивами. Таким образом Дельвуа употребляет и создает противопоставление.
В 1990 году он участвовал в Венецианской биеннале и в 1992 году он экспонировал каменный пол в немецком городе Кассель на выставке Документа IX. Художник получил всемирную известность благодаря этому полу, который был украшен с узором экскрементов. Кроме того, благодаря живым татуированным свиньям он стал известным по всему миру.

## Биография
Вим Дельвуа родился под фамилией «Дельвой» в пограничном городе Вервик в Бельгии. Там он вырос и ходил в школу Sint-Jozefscollege. В детстве он любил рисовать и поэтому он зарегистрировался в местной академии искусства. В 1983 году он поступил в Королевскую Академию Изящных Искусств (KASK) в Гент. Три года спустя состоялась выставка раскрашенных ковров Chambres d’Ami, организованная Яном Хутом.
Дельвуа проектировал для своего родного города бронзовую скульптуру, The Kiss (Поцелуй). Скульптура изображает двух спаривающихся косуль. Она поражает зрителя, потому что олени занимаются любовью как люди, а не как животные. Так как скульптура является такой натуралистичной, её установка в 2000 году вызвала ряд протестов в Вервике.

## Проекты

### Клоака
Клоака является машиной, которая подражает действию человеческой пищеварительной системы и превращает еду в экскременты. В 2000 году она была выставлена в музее Современного искусства в Антверпене (Бельгия). Машину кормят три раза в день изысканными блюдами, приготовленными одним из лучших ресторанов в Бельгии и зрители могут следить за процессом пищеварения. Машина, длиной 12 метров, состоит из шести просвечивающих колб, которые симулируют деятельность желудка, поджелудочной железы, желудочно-кишечного тракта. Колбы содержат человеческие пищеварительные соки и ферменты, которые включаются на различных стадиях переваривания пищи. Эти колбы связаны друг с другом через сеть шлангов и компьютеров. Экскременты машины продаются в вакуумной упаковке.
Логотип, который Дельвуа спроектировал, чтобы продавать машину и её продукты представляет собой комбинацию синей эмблемы компании Ford и букв Coca-Cola. По мнению художника два мегаконцерна являются символами соответственно механизации и потребления машины Клоака.

### Арт-Ферма
Живые татуированные свиньи являются одним из самых известных проектов художника. В 1997 году он экспонировал в Антверпенском парке Middelheim первых четырех свиней. Однако, это вызвало протест организаций по защите прав животных, и после протестов организации GAIA (Global Action in the Interest of Animals) ему не разрешили экспонировать свиней на выставке ‘Искусство в Вату’ в 2003 году. Поэтому он через год создал Арт-Ферму недалеко от Пекина чтобы выращивать татуированных свиней.

### Готические проекты
Один из готических проектов состоит из ажурной тяжелой техники. Серия ‘Caterpillar’ состоит из экскаваторов с (нео-)готическими мотивами. Кроме этого, он создал ‘Cement Truck’. Эта конструкция длиной 9 метров сделана из кортеновой стали. Как и экскаваторы, она отделана изящными готическими завитками.
Бетономешалки являются скульптурами из красного дерева. Ирония, которая типично для творчества Дельвуа, заключается в контрасте между бетономешалками и рококо-мотивами.
Для Венецианской биеннале в 2009 году Дельвуа построил готическую башню 10 метров, ‘De Torre’ (Башня). После дополнительного уточнения концепции, он спроектировал в 2010 году стальную башню для сада музея Родена в Париже. С конца того же года новая версия этой башни стоит в Брюсселе у центра искусства BOZAR.
Другим знаменитым проектом является огромные витражные окна рентгеновских снимков в капелле Drongenhof в гентском районе Патерсхол. Дельвуа отправил кого-то из своих друзей в больничные кабинеты заниматься любовью. Рентгеновские снимки этих действий были употреблены для витражей.

## Обзор
1986		Раскрашенные ковры
1988-1989	Лопаты и гладильные доски с геральдическими мотивами
1988-1989	Баллоны бутана и круглые пилы с дельфтскими мотивами
1989-1990	Серия футбольных ворот из китчевых витражей (Penalty, Sint Stefanus, Panem et circenses, Finale)
1990 		Участие в Венецианской биеннале
1990-1999	Цементные грузовики (Cement Trucks)
1992 		Выставка Документа IX
1992		Мозаика: каменный пол, украшенный с узором экскрементов
1992		Роза Ветра I (Rose des Vents I)
1995		Роза Ветра II (Rose des Vents II)
1996		Роза Ветра III (Rose des Vents III)
1997-2003	Татуированные свиньи
1998		Absolut Delvoye: бутылки водки с цветным песком
1999-2000	Анальные поцелуи
2000	 Клоака: машина, которая имитирует действие человеческой пищеварительной системы и превращает еду в экскременты
2001		Новая и Улучшенная Клоака (Cloaca New & Improved)
2001		Капелла: витражи рентгеновских снимков
2001		Sex-Rays: витражи рентгеновских снимков
2001-2002	Серия Caterpillars: экскаваторы с готическими мотивами
2001-2002	Девять мышей: витражи рентгеновских снимков
2003		Клоака Турбо (Cloaca Turbo)
2004		Четвертая Клоака (Cloaca Quattro)
2004-2007	Арт-Ферма под Пекином (Китай) чтобы выращивать татуированных свиней
2005	 Клоака N° 5 (Cloaca N° 5)
2005 Скульптура 'De Brabo'
2006	 Личная Клоака (Personal Cloaca)
2006	 Самосвал (Dump Truck)
2006	 Крестный путь: рентгеновские снимки мышей
2007	 Супер Клоака (Super Cloaca)
2007	 Прицеп-платформа (Flat Bed Trailer)
2008	 Цементные грузовики (Cement Trucks)
2008	 Д11
2009	 Клоака Набор Путешествия (Cloaca Travel Kit)
2009	 Спираль (Helix)
2009	 Скрученный Джордж (Twisted George)
2009	 Скрученный Иисус (Twisted Jesus)
2009	 Первая версия ‘De Torre’ (Башня) для Венецианской биеннале
2010	 ‘De Torre’ (Башня) в Париже
2010	 ‘De Torre’ (Башня) в Брюсселе
2014	 Мимикрия. Вим Дельвуа в Пушкинском музее